# Gauliga Baden 1941/42
Die Gauliga Baden 1941/42 war die neunte Spielzeit der Gauliga Baden (seit 1940 offiziell Bereichsklasse Baden) im Fußball. Die Saison startete am 31. August 1941 und endete am 19. April 1942. In diesem Jahr wurde die Liga in eine Nord- und eine Südgruppe mit je sechs Mannschaften aufgeteilt, daran schloss sich eine Endrunde mit vier Mannschaften an. Badischer Meister wurde der SV Waldhof, der in der gesamten Runde lediglich eine Niederlage – 0:1 beim erneut Zweitplatzierten VfB Mühlburg – hinnehmen musste. Die sich anschließende Endrunde um die deutsche Meisterschaft wurde dieses Mal im K.-o.-Modus ausgetragen, und der SV Waldhof scheiterte hier schon in der ersten Runde am 1. FC Kaiserslautern. Absteigen mussten die beiden Gruppenletzten TSG Plankstadt und FT/SC Freiburg sowie die SpVgg Sandhofen.

## Gruppe Nord

### Kreuztabelle
| 1941/42                | SV Waldhof Mannheim | VfL Neckarau | SpVgg Sandhofen | VfR Mannheim | VfTuR Feudenheim | TSG Plankstadt |
| ---------------------- | ------------------- | ------------ | --------------- | ------------ | ---------------- | -------------- |
| SV Mannheim-Waldhof 07 |                     | 4:2          | 2:1             | 3:1          | 3:3              | 10:0           |
| VfL Neckarau           | 3:5                 |              | 2:2             | 2:1          | 5:0              | 9:2            |
| SpVgg Sandhofen        | 1:4                 | 0:7          |                 | 3:2          | 7:2              | 3:2            |
| VfR Mannheim           | 1:2                 | 0:0+ a       | 4:3             |              | 8:3              | 1:3            |
| VfTuR Feudenheim       | 1:4                 | 2:4          | 1:4             | 1:7          |                  | 4:1 b          |
| TSG Plankstadt         | 2:15                | 1:4          | 2:2             | 0:6          | 0:2              |                |

### Abschlusstabelle
| Pl. | Verein               | Sp. | S | U | N | Tore    | Quote | Punkte |
| --- | -------------------- | --- | - | - | - | ------- | ----- | ------ |
| 1.  | SV Waldhof Mannheim  | 10  | 9 | 1 | 0 | 052:150 | 3,47  | 19:10  |
| 2.  | VfL Neckarau (M)     | 10  | 6 | 1 | 3 | 039:190 | 2,05  | 13:70  |
| 3.  | VfR Mannheim         | 10  | 5 | 0 | 5 | 033:210 | 1,57  | 10:10  |
| 4.  | SpVgg Sandhofen c    | 10  | 4 | 2 | 4 | 026:280 | 0,93  | 10:10  |
| 5.  | VfTuR Feudenheim (N) | 10  | 2 | 1 | 7 | 019:430 | 0,44  | 05:15  |
| 6.  | TSG Plankstadt (N)   | 10  | 1 | 1 | 8 | 013:560 | 0,23  | 03:17  |

| (M) | Titelverteidiger              |
| (N) | Aufsteiger aus den 1. Klassen |

## Gruppe Süd

### Kreuztabelle
| 1941/42             | VfB Mühlburg | Freiburger FC | 1. FC Pforzheim | FC Rastatt 04 | FC Phönix Karlsruhe |     |
| ------------------- | ------------ | ------------- | --------------- | ------------- | ------------------- | --- |
| VfB Mühlburg        |              | 2:1           | 2:2             | 6:1           | 2:1                 | 8:3 |
| Freiburger FC       | 4:1          |               | 2:1             | 2:2           | 7:3                 | 1:0 |
| 1. FC Pforzheim     | 1:1          | 0:0           |                 | 5:0           | 4:0                 | 5:3 |
| FC Rastatt 04       | 0:4          | 3:2           | 1:1             |               | 1:1                 | 2:1 |
| FC Phönix Karlsruhe | 2:2          | 2:1           | 5:0             | 1:2           |                     | 3:1 |
| SC i.d. FT Freiburg | 0:3          | 2:5           | 3:1             | 6:3           | 4:3                 |     |

### Abschlusstabelle
| Pl. | Verein                  | Sp. | S | U | N | Tore    | Quote | Punkte |
| --- | ----------------------- | --- | - | - | - | ------- | ----- | ------ |
| 1.  | VfB Mühlburg            | 10  | 6 | 3 | 1 | 031:150 | 2,07  | 15:50  |
| 2.  | Freiburger FC           | 10  | 5 | 2 | 3 | 025:160 | 1,56  | 12:80  |
| 3.  | 1. FC Pforzheim         | 10  | 3 | 4 | 3 | 020:170 | 1,18  | 10:10  |
| 4.  | FC Rastatt 04 (N)       | 10  | 3 | 3 | 4 | 015:290 | 0,52  | 09:11  |
| 5.  | FC Phönix Karlsruhe     | 10  | 3 | 2 | 5 | 021:240 | 0,88  | 08:12  |
| 6.  | SC i.d. FT Freiburg (N) | 10  | 3 | 0 | 7 | 023:340 | 0,68  | 06:14  |

| (N) | Aufsteiger aus den 1. Klassen |

## Endrunde

### Kreuztabelle
| 1941/42                | SV Waldhof Mannheim | VfB Mühlburg | VfL Neckarau | Freiburger FC |
| ---------------------- | ------------------- | ------------ | ------------ | ------------- |
| SV Mannheim-Waldhof 07 |                     | 5:1          | 3:0          | 7:1           |
| VfB Mühlburg           | 1:0                 |              | 4:3          | 6:1           |
| VfL Neckarau           | 0:1                 | 0:0          |              | +0:0 d        |
| Freiburger FC          | 1:4                 | 0:0+ d       | 4:5          |               |

### Abschlusstabelle
| Pl. | Verein                                   | Sp. | S | U | N | Tore    | Quote | Punkte |
| --- | ---------------------------------------- | --- | - | - | - | ------- | ----- | ------ |
| 1.  | SV Waldhof Mannheim (Sieger Gruppe Nord) | 6   | 5 | 0 | 1 | 020:400 | 5,00  | 10:20  |
| 2.  | VfB Mühlburg (Sieger Gruppe Süd)         | 6   | 4 | 1 | 1 | 012:900 | 1,33  | 09:30  |
| 3.  | VfL Neckarau (M) (Zweiter Gruppe Nord)   | 6   | 2 | 1 | 3 | 008:120 | 0,67  | 05:70  |
| 4.  | Freiburger FC (Zweiter Gruppe Süd)       | 6   | 0 | 0 | 6 | 007:220 | 0,32  | 0:12   |

| (M) | Titelverteidiger |

## Aufstiegsrunde

### Gruppe Nord
| Pl. | Verein                                            | Sp. | S | U | N | Tore    | Quote | Punkte |
| --- | ------------------------------------------------- | --- | - | - | - | ------- | ----- | ------ |
| 1.  | FV Daxlanden (Sieger 1. Klasse Staffel VI)        | 10  | 8 | 2 | 0 | 046:150 | 3,07  | 18:20  |
| 2.  | FG Kirchheim (Sieger 1. Klasse Staffel II)        | 10  | 5 | 1 | 4 | 034:270 | 1,26  | 11:90  |
| 3.  | VfR Pforzheim (Sieger 1. Klasse Staffel IV)       | 10  | 5 | 1 | 4 | 025:310 | 0,81  | 11:90  |
| 4.  | SV 98 Schwetzingen (Sieger 1. Klasse Staffel III) | 10  | 3 | 4 | 3 | 019:370 | 0,51  | 10:10  |
| 5.  | SC Käfertal (Sieger 1. Klasse Staffel I)          | 10  | 2 | 2 | 6 | 023:220 | 1,05  | 06:14  |
| 6.  | VfB 05 Knielingen (Sieger 1. Klasse Staffel V)    | 10  | 1 | 2 | 7 | 015:300 | 0,50  | 04:16  |

### Gruppe Süd
Die Gruppe Süd gewann der FC St. Georgen, die Aufstiegsoption nahm der Verein jedoch schlussendlich nicht wahr. Der Lahrer FV 03 (Sieger 1. Klasse Staffel X) und der VfR Konstanz (Sieger 1. Klasse Staffel XI) verzichteten auf die Teilnahme an den Aufstiegsspielen.
| Pl. | Verein                                                | Sp. | S | U | N | Tore    | Quote | Punkte |
| --- | ----------------------------------------------------- | --- | - | - | - | ------- | ----- | ------ |
| 1.  | FC St. Georgen (Sieger 1. Klasse Staffel Schwarzwald) | 4   | 3 | 0 | 1 | 011:500 | 2,20  | 06:20  |
| 2.  | SpVgg 04 Wiehre (Sieger 1. Klasse Staffel Breisgau)   | 4   | 2 | 0 | 2 | 007:100 | 0,70  | 04:40  |
| 3.  | FV Muggensturm (Sieger 1. Klasse Staffel Oos-Murg)    | 4   | 1 | 0 | 3 | 005:800 | 0,63  | 02:60  |

## Statistiken

### Torschützen
| Rang | Spieler         | Verein                 | Tore |
| ---- | --------------- | ---------------------- | ---- |
| 1    | Josef Erb       | SV Mannheim-Waldhof 07 | 21   |
| 1    | Willi Preschle  | VfL Neckarau           | 21   |
| 3    | Hans Lautenbach | SV Mannheim-Waldhof 07 | 16   |
| 4    | Albert Liechty  | Freiburger FC          | 15   |
| 5    | Erich Fischer   | 1. FC Pforzheim        | 13   |

### Zuschauer
- Spiel mit den meisten Zuschauern: VfR Mannheim – SV Mannheim-Waldhof 07 (12. Oktober 1941; 4.500 Zuschauer)
- Spiel mit den wenigsten Zuschauern: VfL Neckarau – VfB Mühlburg (6. April 1942; 200 Zuschauer)